# الفاكهة (بلدة)
الفاكهة أو الفاكهة (تُلفظ الفيكة أو الفيكهة). هي إحدى البلدات اللبنانية من قرى محافظة بعلبك الهرمل. تبعد 127 كم عن العاصمة بيروت، وترتفع 900 م عن سطح البحر. يعرف قاطنيها بالفياكنة ومفردها فيكاني. اشتهرت سابقًا بفرادًة السجاد الذي حاكته نساءها لأجيال، فأصبح مضرب مثال في الجودة والأناقة وعرف باسمها أي السجاد الفيكاني.

## لمحة تاريخية
وُجدت دلائل على وجود الفاكهة أو الفيكة منذ عدّة قرون على الأقل، أمّا ما سبق فغير موثق. نشأت القرية على السفح الغربي لسلسلة جبال لبنان الشرقية. فهي قريبة من الخط التجاري بين بعلبك وبيروت ومدن شمال سوريا كحمص وحلب والقصير، وتدرأ بموقعها عن الجيوش العديدة التي اجتازت البقاع تاريخيًّا.

## صناعة السجاد
صناعة السجاد في الفاكهة مهنة قديمة ترقى إلى أكثر من 300 عام، أدخلتها سيدة شمالية من عيدمون تزوجت من بلدة الفاكهة وعلمت الصنعة لنساء القرية.
يصنع السجاد في هذه البلدة من صوف الغنم الذي كان يشرى من بلدة عرسال وأسواق مدينة بعلبك ومن حمص. وبعد انحسار تربية الماشية في البقاع، بات يشرى من حمص.
يغسل الصوف لتنظيفه جيدًا قبل مراحل صناعة السجاد وهي حسب تسلسلها:
1. تمشيط الصوف وهي عملية تستغرق وقتًا طويلًا وجهدا ً مضنيا ً.
2. تحويل الصوف إلى كويكبات.
3. غزل الكويكبات وتحويلها خيوطا ً تلتف لتتحول مرة أخرى إلى كويكبات أخرى.
4. تحويل الكويكبات الجديدة شللا ً تصبغ وفق المواصفات.
5. بعد الصباغ: كبكبة الخيوط مجددا ً ثم تكوين السجاد الذي يتم عقده عقدا ً.

تعتمد حياكة هذا النوع من السجاد على أشكال هندسية ورسوم مستوحاة من السجاد العجمي.
الإبداع الفني في صناعة السجاد في الفاكهة يبدأ من النقش أو اللوحة وفق ما يريدها الزبون، فأمام النول (آلة الحياكة) لوحة مرسومة على ورق ذي مربعات صغيرة تعيد الصبايا رسمها بخيوط الصوف على خيوط القطن أو الحرير المثبتة على النول بطوقين، لتكون النتيجة - بعد وقت طويل ومضن - سجادة هي أشبه بلوحة فنية لا تختلف في تفاصيلها عن الصورة الأصلية.
مد خيوط القطن أو الحرير لسجادة من 3 امتار عرضا ً و4 أمتار طولا ً، تستغرق على النول نحو أسبوع، ثم تتم حياكة خيوط الصوف وفق الألوان واللوحة المطلوبة لتتكون السجادة بعد شهرين، ومع عدد كاف من العمال يمكن إنجاز ست سجادات أو ثمان في السنة على النول الواحد.
بدأت هذه الصناعة، منذ مطلع سبعينيات القرن الماضي بالتراجع لأسباب منها:
- انفتاح السوق المحلية على الاستيراد.
- نزوح فئات واسعة ومتزايدة من الريف إلى المدينة سعيا وراء فرص العمل.
- حصول معظم الشباب والصبايا على شهادات علمية عالية.